# Лопес Васкес, Хосе Луис
Хосе Луис Лопес Васкес (исп. José Luis López Vázquez; 11 марта 1922, Мадрид — 2 ноября 2009, там же) — известный испанский актёр театра, кино и телевидения.

## Биография
С 1939 года работал в театре в качестве декоратора и художника по костюмам, позже был помощником режиссёра.
Дебютировал как киноактер в 1946 году, снявшись в небольшой кинороли в фильме «María Fernanda la Jerezana».
Первоначальное выступал в роли комического героя. В 1960-е годы стал играть драматические роли.
Васкес сыграл десятки театральных и киноролей.
За свою жизнь он снялся более чем в 200 фильмах, участвуя ежегодно в съемках нескольких полнометражных фильмов.
Снимался, как правило, в испанских фильмах, иногда участвуя в международных проектах, так, снялся в главной роли в британском фильме «Путешествие с моей тетей», где его партнершей была Мэгги Смит (1972).
Самой известной стала его роль в фильме «Телефонная будка» (1972) режиссёра Антонио Мерсеро, за которую Васкес был награждён премией «Эмми» в 1973, и которую многие кинокритики считают вершиной творчества актера. Фактически это театр одного актера.
Хосе Луис Лопес Васкес — неоднократный лауреат престижных испанских и иностранных наград в области искусства, среди которых — золотые награды Международного кинофестиваля в Чикаго) как лучшему актеру (1971, 1972), «Эмми» (1973), испанская Золотая медаль искусства (1985).

## Избранная фильмография
- El pisito, 1959
- Инвалидная коляска / El cochecito, 1960
- Пласидо / Plácido, 1960
- Atraco a las tres, 1962
- Большая семья / La Gran familia, 1962
- Amor a la española, 1967
- Волчий лес / El bosque del lobo, 1970
- Long Live the Bride and Groom (1970)
- Mi querida señorita, 1971
- 1971 — Нефтедобытчицы / Les Pétroleuses — парикмахер
- 1971 — Испанки в Париже / Españolas en París — Фернандо
- Путешествия с моей тётей / Travels with my aunt, 1972
- Кузина Анхелика /La prima Angélica, 1974
- Дон Рамиро / Habla, mudita, 1973
- La escopeta nacional, 1977
- Фашист, блаженная и её не девственная дочь | El Fascista, la beata y su hija desvirgada, 1978
- National Heritage, 1981
- Akelarre, 1984
- Todos a la cárcel, 1993
- Так кто же ты? / ¿Y tú quién eres?, 2007 .